# 五里岗街道
五里岗街道，是中华人民共和国贵州省毕节市威宁彝族回族苗族自治县下辖的一个街道办事处。
2013年11月27日，贵州省人民政府批复同意设置五里岗街道，辖草海镇寒洞村、白岩村、中塘村、燎原村、开华村、梨营村，小海镇和平村，羊街镇棒木村、骑龙村、梨坪村、红山村，街道办事处驻棒木村。
2019年8月8日，原五里岗街道的开华社区、梨银社区、骑龙社区、红山社区、和平社区归开华街道管辖，原五里岗街道的平山社区、寒洞社区、白岩社区、中塘社区归雄山街道管辖。

## 行政区划
五里岗街道下辖以下地区：
白岩村、寒洞村、中塘村、辽原村、开华村、梨营村、梨平村、红山村、骑龙村、棒木村和和平村。
2019年8月8日行政区划调整后，五里岗街道辖五里岗社区、梨坪社区、棒木社区、磨石塘社区、燎原社区。